# Ende August, Anfang September
Ende August, Anfang September ist ein französisches Filmdrama von Olivier Assayas aus dem Jahr 1998. Im Fernsehen lief der Film auch unter dem Titel Das Ende der Unschuld.

## Handlung
Nach acht gemeinsamen Jahren haben sich Gabriel und Jenny getrennt. Nun wollen sie die gemeinsame Wohnung verkaufen. Gabriel hat bereits eine neue Freundin, die Designerin Anne, der er verspricht, nach dem Verkauf der Wohnung zusammenzuziehen. Jenny wiederum kümmert sich um den gemeinsamen Freund, den Schriftsteller Adrien. Er ist krank, hat außer Jenny jedoch niemandem etwas davon gesagt. Sein aktuelles Buch ist erschienen und auf geteiltes Echo gestoßen. Auch Adrien ist mit seiner Situation unzufrieden, hat er doch das Gefühl, das Publikum nie wirklich erreicht zu haben.
Für eine Dokumentation fahren Adrien und Gabriel einen Monat später nach Mülhausen, wo Adrien aufgewachsen ist. Anne reist ihm heimlich nach und glaubt Gabriel damit eine Freude zu machen. Doch dieser reagiert wütend; er fühlt sich in der Beziehung eingeengt, bereits Jenny habe sehr zum „Klammern“ geneigt. Anne ist verletzt, doch beide versöhnen sich wieder.
Drei Monate später ist der Film fertig. Gabriel zeigt ihn Jenny, die meint, er habe sie nicht angesprochen. Beide glauben, dass Adrien am nächsten Tag für eine Routinekontrolle ins Krankenhaus muss. Adrien begibt sich in Wirklichkeit jedoch zu einer aufwändigen Operation in die Klinik und wird mindestens 14 Tage im Krankenhaus bleiben. Von seinen Freunden unbemerkt hat er zudem eine neue Freundin. Der erst 15-jährigen Véra vertraut er als einziger den wahren Grund seines Klinikaufenthalts an. Kurz vor der Operation stellt Adrien sein neues Buch fertig, das er dem Verlagsmitarbeiter Jérémie übergibt. Gabriel besucht Adrien in der Klinik. Kurz darauf fährt er mit Anne zu seinem Bruder, wo sich auch weitere Freunde von Jenny sowie Adriens Ex-Freundin Lucie einfinden. Sie erkennt, dass sich Adrien verändert hat, ausgeglichener und fröhlicher geworden ist. Gabriel deutet an, dass Adrien sterben wird, so habe er ein entsprechendes Gespräch der Ärzte belauscht.
Sechs Monate später ist Adrien zur Überraschung der Ärzte genesen. Gabriel und Jenny haben die Wohnung verkauft und Gabriel hat zudem eine Stelle als Redakteur einer Enzyklopädie erhalten. Er bietet auch Adrien die Mitarbeit an der Enzyklopädie an, doch dieser lehnt das Angebot ab. Neben Unsicherheiten in seiner Arbeit als Autor zweifelt er auch an seiner Beziehung zu Véra, hat er doch das Gefühl, sie auszunutzen. Er zieht sich zu Gabriels Bruder aufs Land zurück und schreibt Véra einen Brief, in dem er seine Unsicherheiten formuliert. Adrien will sich eine Auszeit nehmen und sein aktuelles Manuskript in Lissabon in Ruhe überarbeiten. Gabriel und Anne zerstreiten sich unterdessen, plant Gabriel doch, sich erneut eine eigene Wohnung zu kaufen und nicht mit Anne zusammenzuziehen, deren Launen ihn zu sehr fordern. Es kommt zum Zerwürfnis.
Adrien stirbt überraschend im Haus von Gabriels Bruder. Zur Beisetzung erscheinen alle Freunde. Bei der Auflösung der Wohnung müssen sie erkennen, dass Adrien vor ihnen seine Beziehung zu Véra verheimlicht hat. Ihr vermacht er auch das Wertvollste, das er hat: eine Zeichnung von Joseph Beuys.
Zwei Monate später ist Adriens letztes Buch erschienen. Es scheint sein bisher meistverkauftes Werk zu werden, auch wenn Gabriel es das schlechteste findet. Er weiß, dass Adrien das Buch noch überarbeiten wollte, jedoch nicht mehr dazu gekommen ist. Es stört ihn, dass er mit seinem Tod nun bekannt ist, sich zu Lebzeiten jedoch kaum jemand für seine Bücher interessiert hat. Den Verleger interessieren zwar Werke aus Adriens Nachlass, doch findet sich da nur das Tagebuch mit Details zu der Beziehung Adriens zur minderjährigen Véra, die dem Verleger zu heikel erscheinen. Gabriel und Anne versöhnen sich, doch stellt Gabriel bald darauf fest, dass sie verschwunden zu sein scheint. Er erfährt über Bekannte, dass sie sich in London aufhält. Als sie zurückkehrt, ist Gabriel verstimmt. Sie jedoch macht ihm deutlich, dass sie die Zeit auch zum Nachdenken über ihre Beziehung genutzt hat, sie habe sich endgültig für ihn entschieden. Gabriel wiederum hat die Arbeit an der Enzyklopädie aufgegeben und stattdessen als Ghostwriter eine historische Biografie für einen Politiker verfasst. Bei der Übergabe des Manuskripts sieht Gabriel Véra wieder, die inzwischen einen Freund in ihrem Alter hat. Er entscheidet sich, seinen ersten eigenen Roman zu schreiben.

## Produktion
Ende August, Anfang September war der siebte Spielfilm, bei dem Olivier Assayas Regie führte. Der Film ist in sechs Segmente unterteilt:
1. Problèmes immobiliers de Gabriel [Gabriels Immobilienprobleme]
2. Mulhouse (un mois plus tard) [Mülhausen (einen Monat später)]
3. L’admission (3 mois plus tard) [die Aufnahme (3 Monate später)]
4. Les occasions manquées (6 mois plus tard) [versäumte Gelegenheiten (6 Monate später)]
5. Le dessin de Joseph Beuys (le lendemain) [die Zeichnung von Joseph Beuys (am folgenden Tag)]
6. Présence d’Adrien (2 mois plus tard) [Anwesenheit von Adrien (2 Monate später)]

Der Film hatte am 14. September 1998 auf dem Toronto International Film Festival Premiere. Er kam am 10. Februar 1999 in die französischen Kinos und lief am 7. Oktober 1999 in den deutschen Kinos an.

## Synchronisation
| Rolle   | Darsteller       | Synchronsprecher         |
| ------- | ---------------- | ------------------------ |
| Gabriel | Mathieu Amalric  | Marcus Off               |
| Anne    | Virginie Ledoyen | Solveig Duda             |
| Adrien  | François Cluzet  | Martin Umbach            |
| Jenny   | Jeanne Balibar   | Claudia Urbschat-Mingues |
| Jérémie | Alex Descas      | Oliver Stritzel          |

## Kritik
Anlässlich der deutschen Kinopremiere lobte Der Spiegel Regisseur Olivier Assayas für seinen Film: „Aus impressionistischer Beiläufigkeit entwickelt er eine komplexe Erzählung, mit einem Minimum äußerer Mittel rührt er an tiefe Gefühle, mit Behutsamkeit macht er das Ernste leicht.“ Für den film-dienst war es ein „dialogreicher philosophischer Film, der die Unruhe und Suche der differenziert konturierten Personen in eine stilistisch adäquate Form gießt.“

## Auszeichnungen
Auf dem Festival Internacional de Cine de Donostia-San Sebastián gewann Jeanne Balibar im September 1998 die Silberne Muschel als beste Schauspielerin, Olivier Assayas war dort für die Goldene Muschel nominiert. Im Jahr 2000 gewann der Film einen Turia Award als bester ausländischer Film.